# Fuirena
Fuirena Rottb. é um género botânico pertencente à família Cyperaceae.
O gênero é composto por aproximadamente 130 espécies.
Na classificação taxonômica de Jussieu (1789), Fuirena é um gênero botânico,  ordem  Cyperoideae,  classe Monocotyledones com estames hipogínicos.

## Sinônimo
- Pentasticha Turcz.

## Principais espécies
| - Fuirena breviseta - Fuirena bushii - Fuirena caerulescens - Fuirena ciliaris - Fuirena longa | - Fuirena pumila - Fuirena scirpoidea - Fuirena simplex - Fuirena squarrosa - Fuirena umbellata |

- «PPP-Index Lista completa»